# Narancsvörös kígyógomba
A narancsvörös kígyógomba (Mycena acicula) a kígyógombafélék családjába tartozó, Eurázsiában és Észak-Amerikában honos, lombos és tűlevelű erdőkben élő, nem ehető gombafaj.

## Megjelenése
A narancsvörös kígyógomba kalapja 0,5-1,8 cm széles, alakja először félgömbszerű, amely széles-kúpossá, majd domborúvá szélesedik. Nem higrofán (nedvesen nem sötétedik el). Széle gyengén bordázott, fiatalon begöngyölt, idősen kissé megemelkedhet.  Színe narancsvörös, szélénél narancsos-sárgás vagy halványsárga. Felülete fiatalon deres-hamvas. 
Húsa vékony, kb. 0,5 mm-nyi. Színe krémszín-sárgás vagy halványnarancs. Szaga és íze nem jellegzetes.
Viszonylag ritkás lemezei tönkhöz nőttek. Színük fiatalon rózsaszínes-krémszín, majd krémszín-sárgák. 
Tönkje 1-5 cm magas és 1-2 mm vastag. Alakja karcsú, egyenletesen hengeres, belül üres,. Színe felül citromsárga, némileg áttetsző, felülete hamvas; alul fehéres.
Spórapora fehér. Spórája megnyúlt ellipszoid vagy orsó alakú, sima, vékony falú, mérete 8,5-11,5 x 3-4 µm.

### Hasonló fajok
A piros kígyógomba és a narancsos mohakígyógomba hasonlít hozzá. 

## Elterjedése és termőhelye
Eurázsiában és Észak-Amerikában honos. Magyarországon ritka.
Lombos és tűlevelű erdőkben él növényi maradványokon, főleg mohával benőtt faanyagon, fakérgen, gallyakon, többnyire egyesével. Májustól októberig terem. 

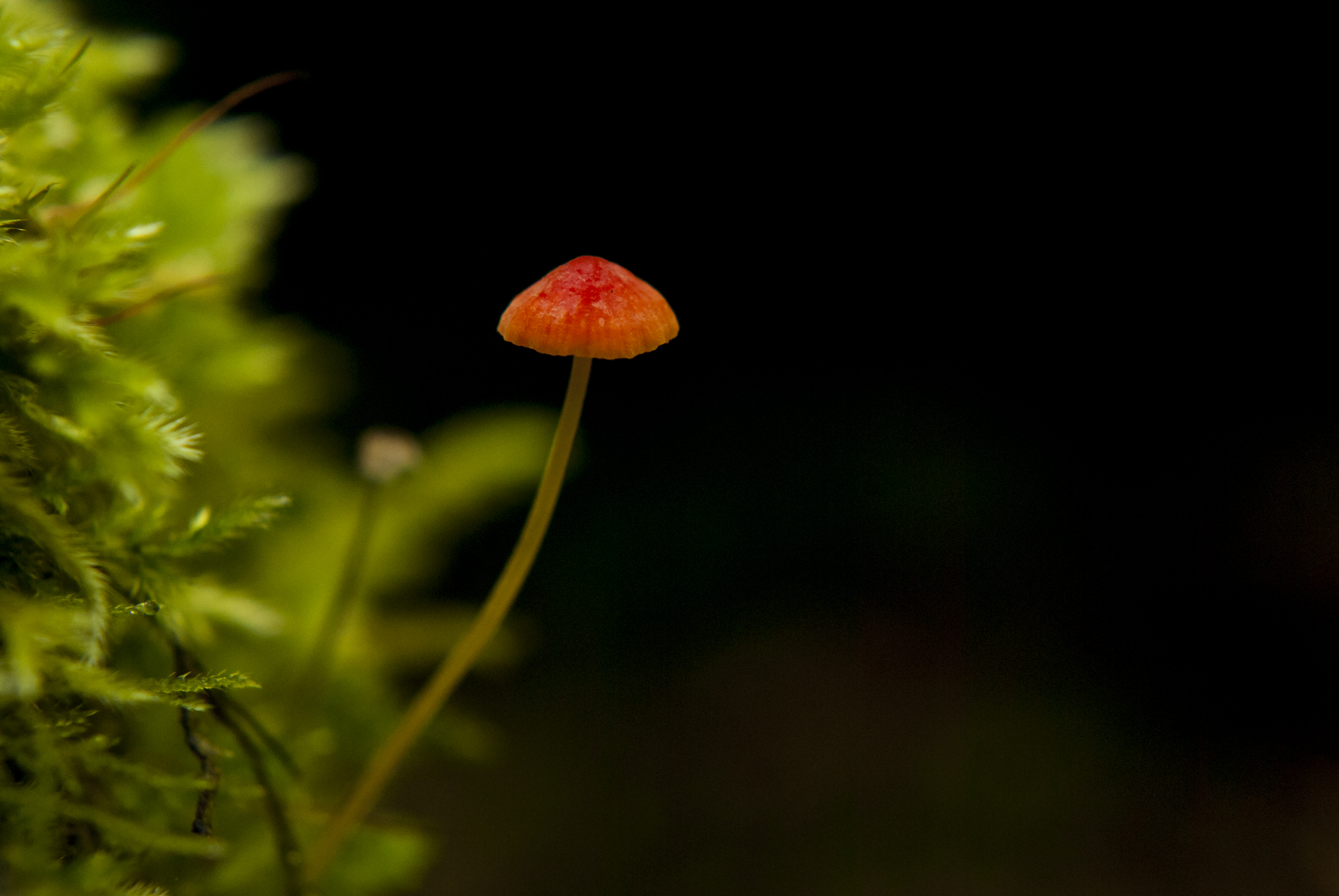
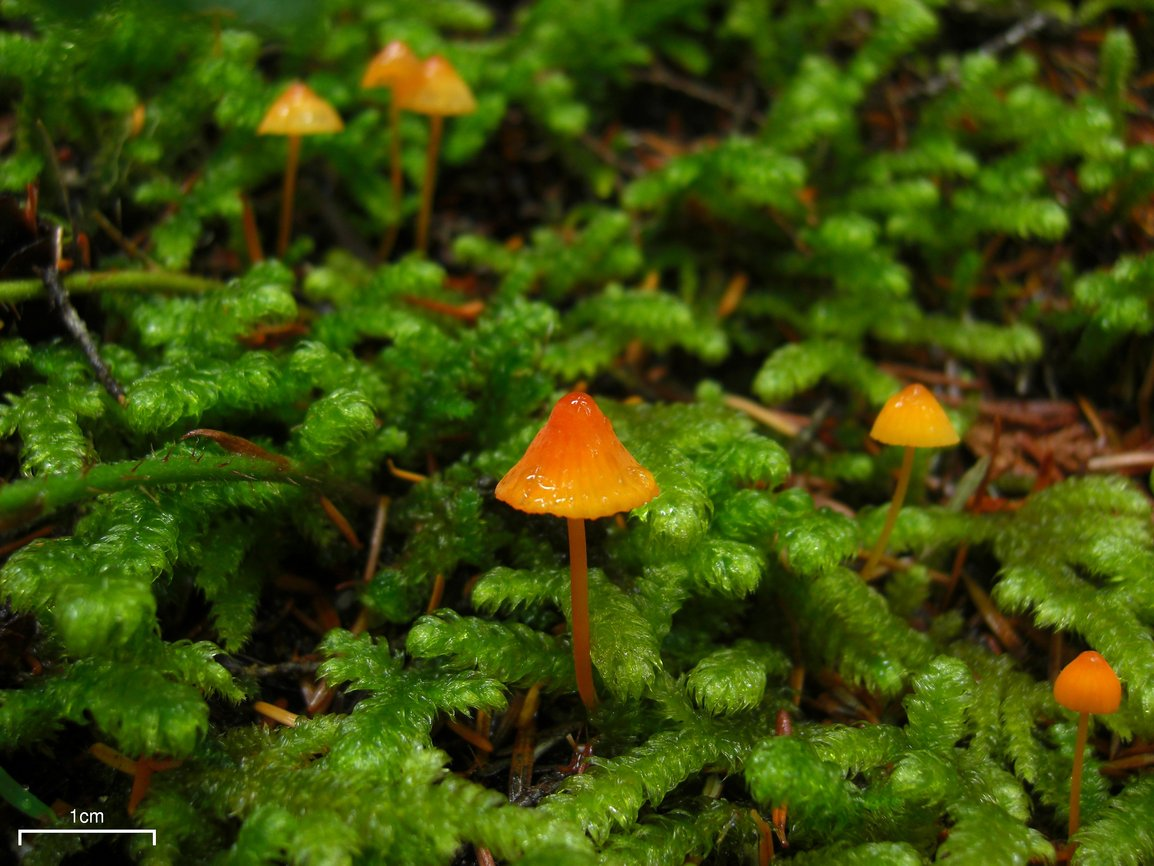
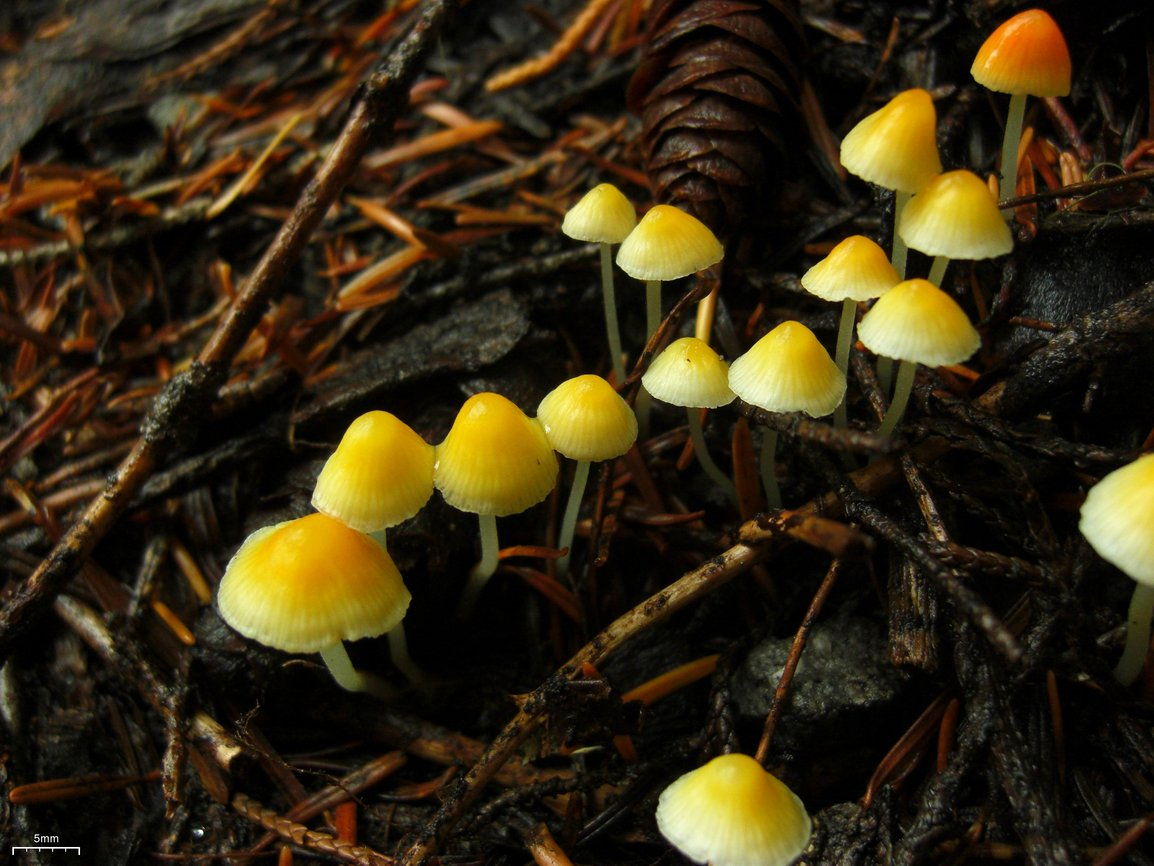
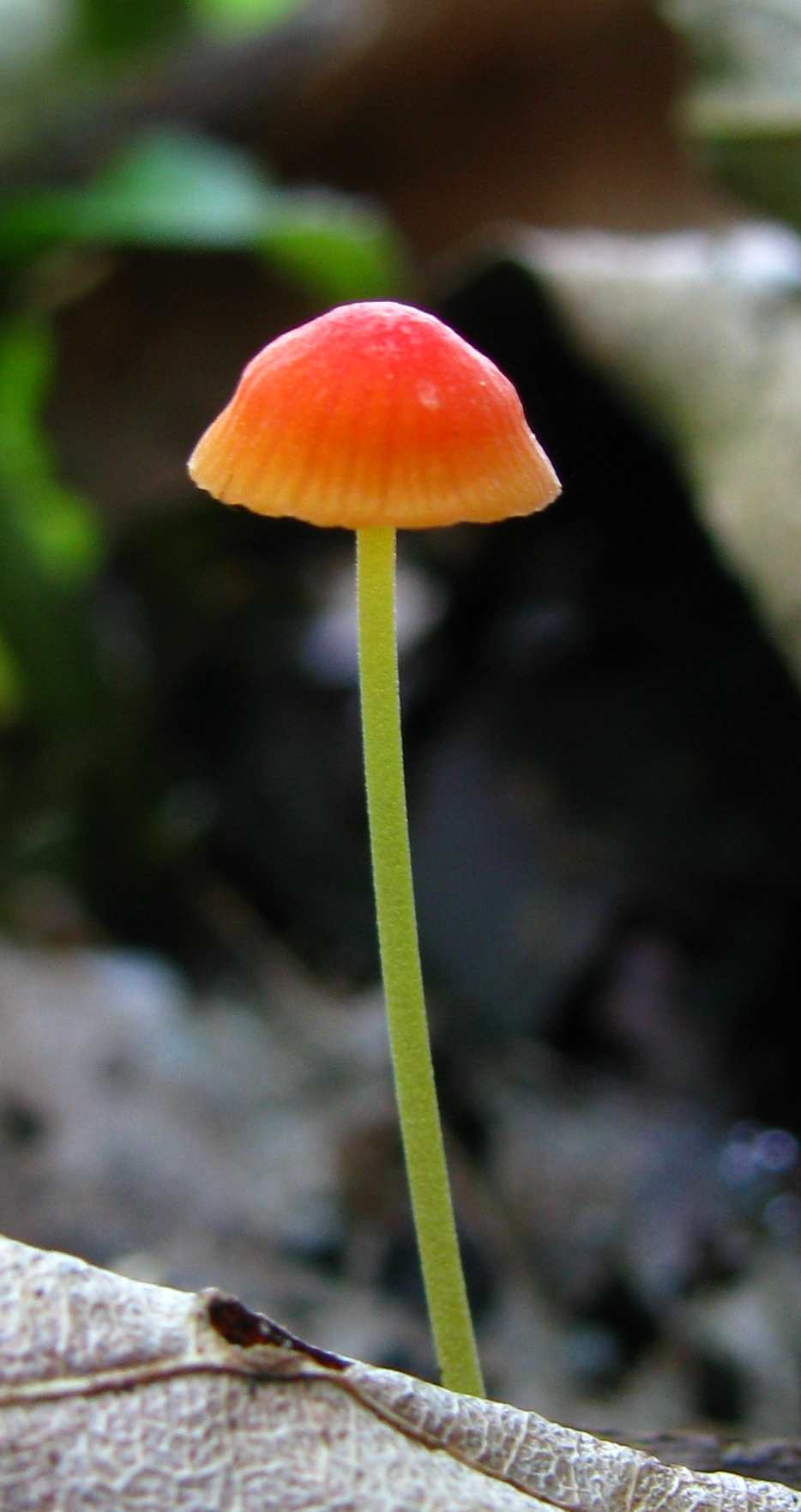
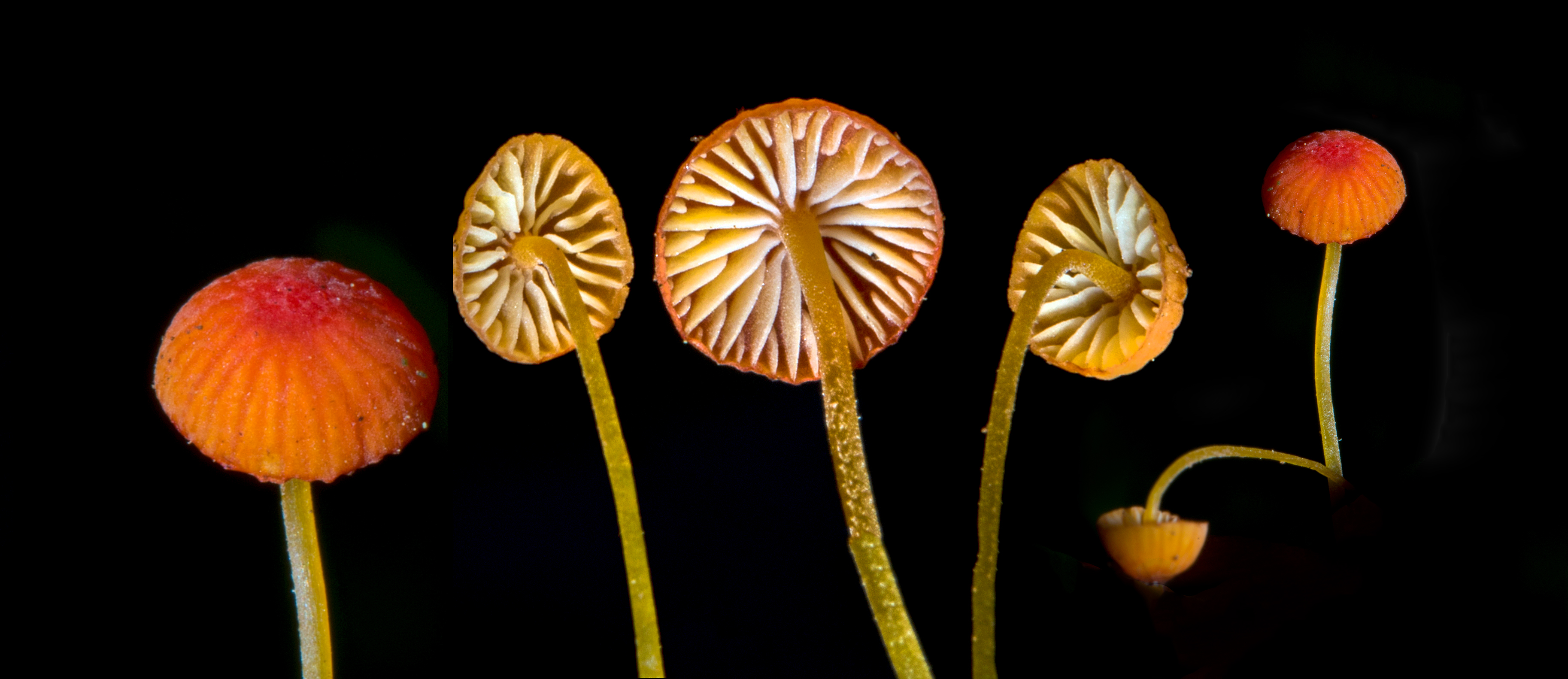

Nem ehető. 